# Manol Konomi
Manol Konomi (* 24. November 1910 im Dorf Polican, Gjirokastra; † 3. Juni 2002 in Tirana) war ein Jurist und Politiker der Partei der Arbeit Albaniens (Partia e Punës e Shqipërisë PPSh) in der Sozialistischen Volksrepublik Albanien, der unter anderem zwischen 1944 und 1951 Justizminister Albaniens war. Er gehörte zwischen 1992 und 1998 zu den ersten Mitgliedern des Verfassungsgerichts der Republik Albanien (Gjykata Kushtetuese e Republikës së Shqipërisë).

## Biografie

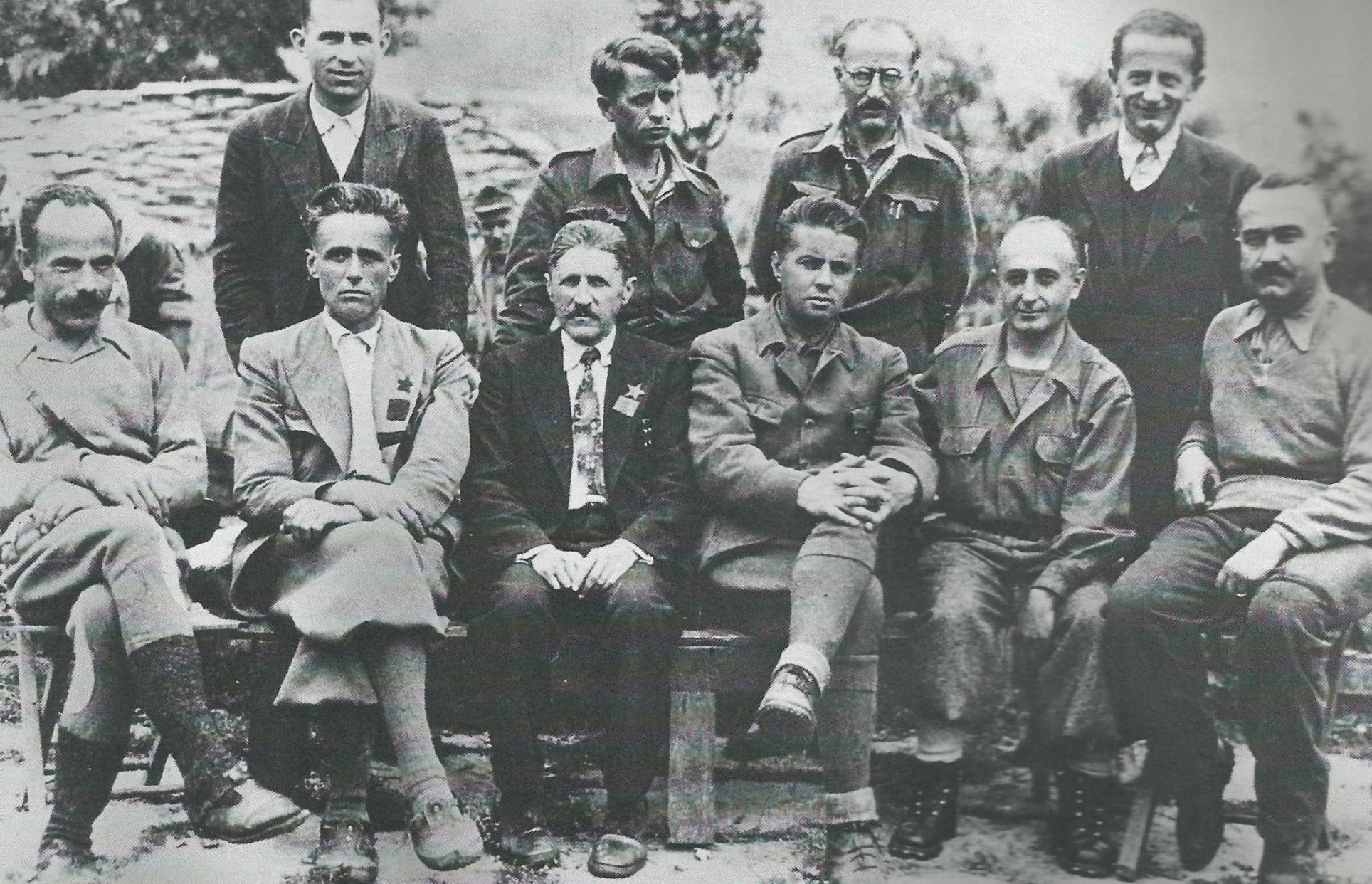
Konomi stehend oben links mit anderen Mitgliedern der provisorischen Demokratischen Regierung (1944)

Konomi wurde am 24. Mai 1944 auf dem Kongress in Përmet zu einem der 121 Mitglieder des Antifaschistischen Nationalen Befreiungsrates (Këshilli Antifashist Nacionalçlirimtar) sowie am 2. Dezember 1945 als Mitglied der 82-köpfigen Verfassungsgebenden Versammlung (Asambleja Kushtetuese) gewählt, die vom 16. Januar bis zum 16. März 1946 tagte. Am 15. März 1946 gehörte er zu den Mitunterzeichnern der Verfassung. Aus der Verfassungsgebenden Versammlung ging am 16. März 1946 die Volksversammlung (Kuvendi Popullor) hervor, der er in der ersten und zweiten Legislaturperiode vom 16. März 1946 bis zum 14. April 1954 angehörte.
Am 22. Oktober 1944 wurde Konomi erster Justizminister (Ministër i Drejtësisë) der Volksrepublik. Er bekleidete dieses Amt bis zum 5. März 1951, woraufhin Manush Myftiu dieses Amt kommissarisch übernahm. In dieser Funktion nahm er am 15. Juli 1947 mit dem Generalsekretär der PPSh und Ministerpräsident Enver Hoxha und Vize-Ministerpräsident Koçi Xoxe an einem Besuch der Sowjetunion teil, wo sie von Außenminister Wjatscheslaw Michailowitsch Molotow und Vizeaußenminister Andrei Januarjewitsch Wyschinski empfangen wurden. Im März 1951 wurde er zusammen mit dem ZK-Sekretär für Organisation Tuk Jakova und dem Vorsitzenden der Volksversammlung Teodor Heba, der ebenfalls ZK-Mitglied war, sowie den beiden Obersten und Vize-Innenministern Sali Ormeni und Becir Ndou, die beide Kandidaten des ZK waren, wegen seiner politischen Ansichten angeklagt. Danach wurde Jakova aus dem Politbüro ausgeschlossen, behielt aber seine Funktion als Vize-Ministerpräsident, während die übrigen Personen aus dem ZK ausgeschlossen wurden und ihre Ämter innerhalb der Regierung verloren. Darüber hinaus wurde Konomi von seinem Ministeramt abberufen, nachdem er sich weigerte, die am 22. Februar 1951 von Enver Hoxha ohne Gerichtsprozess verhängten Todesurteile wegen Agitation und Propaganda gegen den Staat gemäß Artikel 55 der Verfassung (Agjitacion dhe Propagandë kundër shtetit) gegen 22 Personen ohne gerichtliche Prüfung zu unterzeichnen. Diesen war ein Bombenanschlag auf die Botschaft der Sowjetunion in Tirana vorgeworfen worden. Am 26. Februar 1951 wurden die Todesurteile durch Erschießen vollstreckt. Zugleich wurde er als „kapitulierende Person und Deserteur“ als Mitglied aus dem Zentralkomitee (ZK) der Partei der Arbeit Albaniens ausgeschlossen.
Nach dem Sturz des kommunistischen Regimens 1990 wurde Konomi 1992 eines der ersten Mitglieder des Verfassungsgerichts der Republik Albanien (Gjykata Kushtetuese e Republikës së Shqipërisë) und gehörte diesem bis zu seinem Rücktritt 1998 an.